# Elezioni presidenziali in Corea del Sud del 1997
Le quindicesime elezioni presidenziali in Corea del Sud si tennero il 19 dicembre 1997. Il candidato dell'opposizione Kim Dae-jung vinse le elezioni, ponendo fine a circa 36 anni di autoritarismo e di conservatorismo. Kim fu il primo candidato dell'opposizione a vincere le elezioni. Quando assunse l'incarico, nel 1998, per la prima volta nella storia coreana il governo dovette arrendersi pacificamente di fronte all'opposizione.

## Risultati
| Kim Dae-jung    | Congresso Nazionale per una Nuova Politica | 10 326 275 | 40,27 |  |  |  |  |  |
| Lee Hoi-chang   | Grande Partito Nazionale                   | 9 935 718  | 38,75 |  |  |  |  |  |
| Lee In-je       | Nuovo Partito Nazionale                    | 4 925 591  | 19,21 |  |  |  |  |  |
| Kwon Young-ghil | Vittoria del Popolo per il XXI Secolo      | 306 026    | 1,19  |  |  |  |  |  |
| Shin Jeong Yil  | Partito della Corea Unificata              | 61 056     | 0,24  |  |  |  |  |  |
| Kim Han-sik     | Unione dei Politici Onesti                 | 48 717     | 0,19  |  |  |  |  |  |
| Huh Kyung-young | Partito Repubblicano                       | 39 055     | 0,15  |  |  |  |  |  |
| Totale          | Totale                                     | 25 642 438 | 100   |  |  |  |  |  |
|                 |                                            |            |       |  |  |  |  |  |
| Voti non validi | Voti non validi                            | 400 195    | 1,54  |  |  |  |  |  |
| Votanti         | Votanti                                    | 26 042 633 | 80,65 |  |  |  |  |  |
| Elettori        | Elettori                                   | 32 290 416 |       |  |  |  |  |  |

### Risultati per suddivisione
| Regioni, province e città | Regioni, province e città | Kim Dae-jung NCNP | Lee Hoi-chang GNP | Lee In-je NPP |
| ------------------------- | ------------------------- | ----------------- | ----------------- | ------------- |
| Sudogwon                  | Seul                      | 44,9              | 40,9              | 12,8          |
| Sudogwon                  | Incheon                   | 38,5              | 36,4              | 23,0          |
| Sudogwon                  | Gyeonggi                  | 39,3              | 35,5              | 23,6          |
| Gangwon                   | Gangwon                   | 23,8              | 43,2              | 30,9          |
| Chungcheong               | Daejeon                   | 45,0              | 29,2              | 24,1          |
| Chungcheong               | Chungcheongbuk            | 37,4              | 30,8              | 29,4          |
| Chungcheong               | Chungcheongnam            | 48,3              | 23,5              | 26,1          |
| Honam （Jeolla）          | Gwangju                   | 97,3              | 1,3               | 0,7           |
| Honam （Jeolla）          | Jeollabuk                 | 92,3              | 4,5               | 2,1           |
| Honam （Jeolla）          | Jeollanam                 | 94,6              | 3,2               | 1,4           |
| Yeongnam （Gyeongsang）   | Pusan                     | 15,3              | 53,3              | 29,8          |
| Yeongnam （Gyeongsang）   | Ulsan                     | 15,4              | 51,4              | 26,7          |
| Yeongnam （Gyeongsang）   | Taegu                     | 12,5              | 72,7              | 13,1          |
| Yeongnam （Gyeongsang）   | Gyeongsangbuk             | 13,7              | 61,9              | 21,8          |
| Yeongnam （Gyeongsang）   | Gyeongsangnam             | 11,0              | 55,1              | 31,3          |
| Jeju                      | Jeju                      | 40,6              | 36,6              | 20,5          |